# Cormoranche-sur-Saône
Cormoranche-sur-Saône és un municipi francès situat al departament de l'Ain i a la regió d'Alvèrnia-Roine-Alps. L'any 2007 tenia 1.022 habitants.

## Demografia

### Població
El 2007 la població de fet de Cormoranche-sur-Saône era de 1.022 persones. Hi havia 385 famílies de les quals 65 eren unipersonals (41 homes vivint sols i 24 dones vivint soles), 150 parelles sense fills, 154 parelles amb fills i 16 famílies monoparentals amb fills.
La població ha evolucionat segons el següent gràfic:
Habitants censats

### Habitatges
El 2007 hi havia 431 habitatges, 393 eren l'habitatge principal de la família, 20 eren segones residències i 17 estaven desocupats. 415 eren cases i 13 eren apartaments. Dels 393 habitatges principals, 325 estaven ocupats pels seus propietaris, 61 estaven llogats i ocupats pels llogaters i 7 estaven cedits a títol gratuït; 2 tenien una cambra, 15 en tenien dues, 40 en tenien tres, 113 en tenien quatre i 223 en tenien cinc o més. 338 habitatges disposaven pel capbaix d'una plaça de pàrquing. A 163 habitatges hi havia un automòbil i a 211 n'hi havia dos o més.

### Piràmide de població
La piràmide de població per edats i sexe el 2009 era:
| Homes | Edats   | Dones |
| ----- | ------- | ----- |
| 0     | 95 o +  | 0     |
| 0     | 90 a 94 | 4     |
| 0     | 85 a 89 | 8     |
| 4     | 80 a 84 | 12    |
| 8     | 75 a 79 | 8     |
| 8     | 70 a 74 | 12    |
| 28    | 65 a 69 | 28    |
| 36    | 60 a 64 | 24    |
| 24    | 55 a 59 | 16    |
| 28    | 50 a 54 | 32    |
| 48    | 45 a 49 | 32    |
| 20    | 40 a 44 | 36    |
| 20    | 35 a 39 | 20    |
| 68    | 30 a 34 | 48    |
| 32    | 25 a 29 | 36    |
| 12    | 20 a 24 | 16    |
| 24    | 15 a 19 | 24    |
| 24    | 10 a 14 | 20    |
| 24    | 5 a 9   | 40    |
| 28    | 0 a 4   | 36    |

## Economia
El 2007 la població en edat de treballar era de 642 persones, 488 eren actives i 154 eren inactives. De les 488 persones actives 458 estaven ocupades (239 homes i 219 dones) i 30 estaven aturades (17 homes i 13 dones). De les 154 persones inactives 54 estaven jubilades, 52 estaven estudiant i 48 estaven classificades com a «altres inactius».

### Ingressos
El 2009 a Cormoranche-sur-Saône hi havia 397 unitats fiscals que integraven 1.103 persones, la mediana anual d'ingressos fiscals per persona era de 19.273 €.

### Activitats econòmiques
Dels 31 establiments que hi havia el 2007, 1 era d'una empresa extractiva, 1 d'una empresa alimentària, 2 d'empreses de fabricació d'altres productes industrials, 8 d'empreses de construcció, 4 d'empreses de comerç i reparació d'automòbils, 4 d'empreses d'hostatgeria i restauració, 2 d'empreses immobiliàries, 2 d'empreses de serveis, 3 d'entitats de l'administració pública i 4 d'empreses classificades com a «altres activitats de serveis».
Dels 11 establiments de servei als particulars que hi havia el 2009, 1 era un paleta, 1 fusteria, 1 lampisteria, 1 electricista, 3 empreses de construcció, 2 perruqueries i 2 restaurants.
Dels 2 establiments comercials que hi havia el 2009, 1 era una botiga de menys de 120 m² i 1 una botiga de mobles.
L'any 2000 a Cormoranche-sur-Saône hi havia 17 explotacions agrícoles que ocupaven un total de 165 hectàrees.

## Equipaments sanitaris i escolars
El 2009 hi havia una escola elemental.

## Poblacions més properes
El següent diagrama mostra les poblacions més properes.